# アガメムノン (原子力潜水艦)
アガメムノン（HMS Agamemnon, S124）は、イギリス海軍の原子力潜水艦。アスチュート級原子力潜水艦の6番艦。艦名はギリシア神話の英雄、アガメムノーンにちなむ。その名を持つ艦としては特設機雷敷設艦アガメムノン（M10）以来であり、6隻目である。

## 艦歴
「アガメムノン」は2010年3月25日にAEシステムズ・サブマリン・ソリューションズ（現BAEシステムズ・サブマリンズ）に発注され、2013年7月18日にバロー＝イン＝ファーネス造船所で起工した。2020年10月1日には艦に初めて電源が供給された。